# 梁扶初
梁 扶初（りょう　ふしょ、リャン・フチュ、1891年～1968年12月26日）は、中華民国、中華人民共和国の野球選手、野球指導者。戦前、戦後中国において各地で野球の普及活動を行い、中国野球の父と呼ばれる。

## 人物

### 生い立ち
広東省香山県（現・中山市東昇鎮、後に小欖鎮に合併）で生まれる。幼名は梁澄樹。1901年、10歳時に一家で来日、横浜で暮らしていたが、そこで野球に出会う。1905年、14歳のときに兄弟や近所の華僑少年と共に「中華野球団」を結成した。明治大学でも野球を続け、捕手、一塁手としてプレーしたのち、本牧十二天のグラウンドで中華野球団を指導した。
しかし、まだ実力が不足していた中華野球隊はなかなか勝つことができず、日本人からは嘲笑されていた。ある時、来日していたホノルルの野球チームに羅安という中国人選手がおり、梁扶初が勧誘したところしばらくして横浜の中華学校の英語教師兼野球監督として赴任した。彼の指導のもとでチームは台頭し始め、1921年には横浜市野球大会に参加、決勝戦で惜しくも敗れた。試合後、扶初はチームメイトに「もしこのチームが優勝できず、日本で名を揚げることができなければ、故郷の父母に顔向けできず、国や民族の恥になる」と語った。翌1922年の大会で中華野球団は優勝、華僑によって構成されたチームとしては初めて70チームの頂点に立ち、横浜の中華街を大いに沸かせた。
1923年、関東大震災が横浜を襲う。扶初は兄弟三人（澄根、澄榕、澄林）と息子の友添を失った。一旦は神戸に避難するが、犠牲になった華僑の遺体を集めるため神戸から華僑の救済団を伴って横浜に戻った。震災後には中華会館役員選挙に推され、山下町日華連合会の副会長に就任するなど華僑社会での有力者として見られるようになる。その後、中華野球団を再興し、1930年には再び横浜市大会で優勝、中華街はお祭り騒ぎとなった。

### 中国帰国後
1931年に満洲事変、翌1932年には第一次上海事変と日本による中国への軍事行為が相次ぐ中で扶初は日本を離れることを決意、一家10人で上海へと移住した。閘北区（現・静安区）の公安局長を務めていたが、日本での経歴から日中双方の当局から圧力を受けることとなった。1937年の第二次上海事変で日本軍は上海の華界（非租界）を占領。扶初は在日中国人代表としての傀儡的な地位に就くことを強要されるようになり、自宅には銃弾が置かれることもあった。その年の冬、弟の結婚式での喧騒に紛れ、変装した扶初は外国船に乗り香港へ逃亡した。香港では、中国野球協会会長の鍾観森と華南体育協会にヘッドコーチとして雇われ、1941年の香港国際野球選手権で優勝した。同年12月に日本軍が香港に侵攻した後はチベットへ身を隠した。1945年、終戦の兆しを感じ取った扶初は密かに上海に戻り、監督として息子たちが所属していた熊猫隊の指導にあたった。

### 終戦後
終戦後も監督として熊猫隊を率い、チームの黄金期を経験した。1947年に米軍が開催したアメリカンカップでは唯一参加した中国人チームでありながら優勝、上海リーグの優勝チームとのリトルワールドカップでも勝利し、二つのタイトルを獲得した。同年9月には台湾遠征のために復旦大学の選手を中心に上海スターズが結成、熊猫隊の選手8名が参加し、扶初も招かれた。1948年にはリトルワールドカップ、ナショナルカップ（国家杯）、アメリカ海軍倶楽部リーグの三冠を達成。同年に、扶初は新人選手発掘のため熊猫隊の各選手に1、2個の学校に野球普及活動を行うよう要請した。1949年には熊猫杯と竜虎杯を主催、『塁球導報』を発行するなど、野球普及と競技レベルの向上に尽力した。1950年には香港とマカオに遠征（反英発言が原因で扶初は香港への出入りが認められなかった）。一部の選手は香港に移り香港熊猫隊を結成、扶初の弟である梁澄松が監督を務め、中華隊を代表して国際杯で優勝するなど香港での野球発展を推進した。同年10月には薄給で勤めていた永安映画館の支配人の職を辞し、清華大学、燕京大学、南開大学、および中等学校を訪問し、指導と普及活動をを行った。しかし、当時は第二次国共内戦が終結し、中華人民共和国による統治が始まった時期であり、生活苦などから段々と民間における野球人気は失われていった。1954年に熊猫隊は解散、大半のメンバーは上海隊に移り、残りは他の省隊に散らばった。当時、団体精神向上という軍事的側面に注目していた解放軍では野球活動が盛んであり、扶初は賀竜人民解放軍元帥の依頼を受け、1953年に海軍体育工作隊（青島）、翌年には西南軍区隊（重慶）の指導を行った。その後、チームが解散すると、上海隊の監督を務めながら指導研究に専念し、中国初の体系的野球指導書である『棒塁球指南』を自費で発行、全国の中学、大学の選手に無料で配布した。1956年に全国運動会に野球競技を含める提案がなされると状況は一時的に改善し、1959年に北京で開かれた第一回大会では21チームが参加、上海隊が優勝した。

### 死去
60年代に入ると「資本主義的」スポーツである野球に逆風が吹き、国内での活動は大幅に縮小された。省のチームも次々と解散され、最後に残った上海隊も1963年に消滅した。1965年に開催された第二回全国運動会において野球競技は実施されなかった。中国野球が冬の時代に突入したことを目撃しながら、1968年に病気のため亡くなる。
文化大革命の末期となる1970年代中ごろに国内における野球活動が再開され、扶初の子供たちや元熊猫隊のメンバーにより指導、普及活動が進められた。2001年には四男の友文の尽力もありU15の国際少年大会として上海に熊猫杯が復活、2006年に資金不足により休止されるまで4回開催された。会場となった上海閔行第四中学校には扶初の銅像が建てられた。また、故郷の中山市東昇鎮（現・小欖鎮）では「野球の町」としての町おこしが進んでいる。2011年には友文の尽力もあり、中山熊猫少年棒球隊が設立、少年国際大会としての熊猫杯も復活した。2015年には「中国野球の父」としての銅像が東昇高級中学校内に建てられた。2019年には、扶初と1940年代の熊猫隊の活躍を記念した熊猫記念球場が完成。ナイター設備を備え、1万人を収容可能、国際大会の基準に沿った球場である。

## 熊猫隊
上海で結成された熊猫隊のルーツについては資料ごとに食い違いがある。例えば、東方新報は1941年に梁扶初がチームを結成したと報じている。
この一般的な認識に対して、档案春秋は複雑な経緯を示している。1939年にまだ日本軍の支配が及んでいなかった上海租界で少年たちが「業余」という別のチームと盛んに試合を行っていたが、1941年に両者は合併することになり、愛国心を示すために当時発見された珍獣熊猫＝パンダの名前を付けることにした。一方、梁扶初の子供たちは同じく日本から帰国した広東出身の少年たちとともに「翼」というチームを結成していた。両チームは聖ヨハネ大学のグラウンドで対戦したが、双方のメンバーが広東出身であったことから意気投合して、再合併を行った。その際、チーム名は「熊猫」を維持することにした。当初、ポルトガル人のコーチが指導を行っていたが、最終的に上海に戻った梁扶初が監督を務めた。一方で、四男の梁友文は3つのチーム（「飛騰」「業余」「翼」）が合併した際に「熊猫」という名称を付けたと説明していた。五男の梁友義は档案春秋と同じく既に結成された「熊猫」隊に合流したと説明しているが、当初は野球ではなくソフトボールのチームであったと語っている。いずれにせよ熊猫隊の設立を行ったのは少年たちであり、1941年当時上海を脱出していた扶初は関わっていない。

## 家族
妻の郭貴梅（1894-1979）との間に5男2女を設けた。娘の梁雪兒と梁雪慈は生涯独身で、音楽教師として働きながら給料を熊猫隊の活動費に充てていた。
息子のうち関東大震災で亡くなった友添を除く4人（友声、友徳、友文、友義）は熊猫隊でプレーしており、その後も指導や普及活動に携わった。
三男梁友徳（1922-2007）は北京の六里橋小学校、育才学校、北京外国語大学などで野球指導を行い、後に中国野球協会の副会長、アジア野球連盟の技術委員を務めた。また、『日本少年野球と中日交流』『中国野球運動史』など多数の野球関連著書を残している。
四男梁友文(1925-2022)は国立音楽院（現在の上海音楽学院）を卒業した後、母校の虹口粤東中学で音楽教師を務める傍ら、男子の「白熊」女子の「白猫」というチームを作り指導に当たった。その後、1949年から上海交響楽団に所属、第二ヴァイオリン奏者として活躍する間も上海での野球指導を続けていた。
1981年に娘の留学に同行して渡米、サンフランシスコに移住し米国市民権を取得した。画家とバイオリニストとして働きながら、サンフランシスコパンダ少年野球チームを設立、全国華僑リーグを開催するなど野球普及活動を継続していた。また、1998年と2000年にはチームを率いて中国各地の大会に参加し、2001年に上海で復活した熊猫杯にも携わった。
2006年11月に父の故郷である中山市東昇鎮に少年野球チームが結成されたことを兄の友徳から伝えられると翌年妻と共に帰国しコーチを務めた。その年に亡くなった友徳からチームの発展を託され、2008年からは中山に移住し正式に指導者として活動することとなった。80歳を越えながらも母国の野球を発展させるために精力的に指導を行う姿は中山市の政府と有力者の心を動かし、自らも海外帰りである東昇鎮工商連合会会長の馮小龍の後援の下、2011年に中山熊猫棒塁球（野球・ソフトボール）倶楽部および中山熊猫少年野球チームが発足、またU13大会である中山熊猫杯が毎年開催されるようになった。2014年、長年の指導活動と中山での普及活動により中国野球協会から生涯功績賞を授与された。
2015年、健康状態の悪化から指導継続が難しくなると中山を離れ、2019年の中山熊猫記念球場の落成式典に参加したのが最後の訪問となった。2022年、サンフランシスコで没する。
翌2023年、ダブリン（カリフォルニア州）で、ペコス・リーグに所属するダブリン・レプラカーンズが友文を称える式典を行い、現地在住である娘のMargaret Liangが出席した。
五男梁友義（1926-?）は終戦後中国航空（中華民国）に勤務しており、1950年の「両航起義」事件（両航事件）に関与した。（第二次国共内戦中、香港に避難した二つの中華民国籍民間航空会社の従業員が寝返り、航空機を共産党支配地域に移動させた事件。）その貢献から北京の大学に入学することができた。その後は復旦大学法学院で政治を学んでいたが、野球人気の鎮静化から上海を離れ香港に移り香港熊猫隊の結成に関わった。その後、中国航空業界の変動から広東省肇慶市の山地に「下放」中、1958年に評判を聞きつけた人民解放軍に北京に招かれ、全国野球ソフトボール選手権では空軍隊、翌年の第一回全国運動会では人民解放軍の指揮を執った。その後3年間の苦難の末チームは解散、上海に戻り金物・電気機器部門で働いた。文化大革命後の1980年に上海五十九中学校に教師として赴任、1988年に退職した後も元熊猫隊のメンバーや退職した教師とともに上海閔行第四中学の技術指導員を務め、野球普及のための指導活動を続けていた。